# أحمد شريف
أحمد شريف (بالبنغالية: আহমেদ শরীফ)‏ هو ممثل باكستاني وبنغلاديشي (وحمل سابقاً جنسية الراج البريطاني)، ولد في 12 أغسطس 1943.

## وصلات خارجية
- أحمد شريف على موقع IMDb (الإنجليزية)
- أحمد شريف على موقع قاعدة بيانات الفيلم (الإنجليزية)